# الرابطة الأوروبية للتعليم الدولي
الرابطة الأوروبية للتعليم الدولي (بالإنجليزية: European Association for International Education)‏ هي منظمة غير ربحية تأسست بهدف تعزيز وتسهيل عولمة التعليم العالمي في أوروبا وغيرها من مناطق العالم. وهي تهدف لتحقيق الحاجات المهنية والتعليمية للأفراد الناشطين في مجال التعليم الدولي. ويقع مقر الأمانة العامة الدائم للرابطة في أمستردام.
يزيد عدد أعضاء الرابطة عن 1600 عضو (وذلك منذ تشرين ثاني 2007) ومعظمهم من الأساتذة الناشطين في حقول التعليم الدولي ومنسقي التبادل الثقافي والأكاديمي وغيرهم من المختصين.

## وصلات خارجية
- الموقع الرسمي